# Little Man (sång)
Little Man är en låt skriven av Sonny Bono och lanserad som singel av Sonny & Cher sent 1966. I Europa kom den att bli gruppens största hitsingel och låg singeletta i flera länder, medan mottagandet i hemlandet USA var blygsamt. Låten togs 1967 med på albumet In Case You're in Love. Little Man är notabel för sin Balkan-inspirerade takt och instrumentering. Sångerskan och skådespelerskan Dalida spelade in låten på franska under titeln "Petit homme".

## Listplaceringar
| Lista (1966)   | Position               |
| -------------- | ---------------------- |
| Australien     | 23 (Go Set)            |
| Belgien        | 1                      |
| Finland        | 1                      |
| Frankrike      | 7                      |
| Kanada         | 14 (RPM)               |
| Nederländerna  | 1                      |
| Norge          | 1 (VG-lista)           |
| Nya Zeeland    | 9 (NZ Listner)         |
| Storbritannien | 4                      |
| Sverige        | 1 (Kvällstoppen)       |
| Sverige        | 1 (Tio i topp)         |
| USA            | 21 (Billboard Hot 100) |
| Västtyskland   | 2                      |